# Morte di Diana Spencer
La morte di Diana Spencer avvenne a Parigi nelle prime ore di domenica 31 agosto 1997, in seguito ad un incidente stradale nella galleria sotto il Ponte de l'Alma.
Insieme a Diana Spencer morirono il suo compagno, l'imprenditore egiziano Dodi Al-Fayed, ed il conducente dell'auto sulla quale viaggiava la coppia, Henri Paul; l'unico sopravvissuto fu Trevor Rees-Jones, la guardia del corpo di Al-Fayed. Sulle cause dell'incidente sono state avanzate numerose ipotesi; esistono anche alcune teorie del complotto secondo le quali l'evento sarebbe in realtà un omicidio attuato dai servizi segreti per conto di membri della famiglia reale.

## L'incidente

### Antefatti

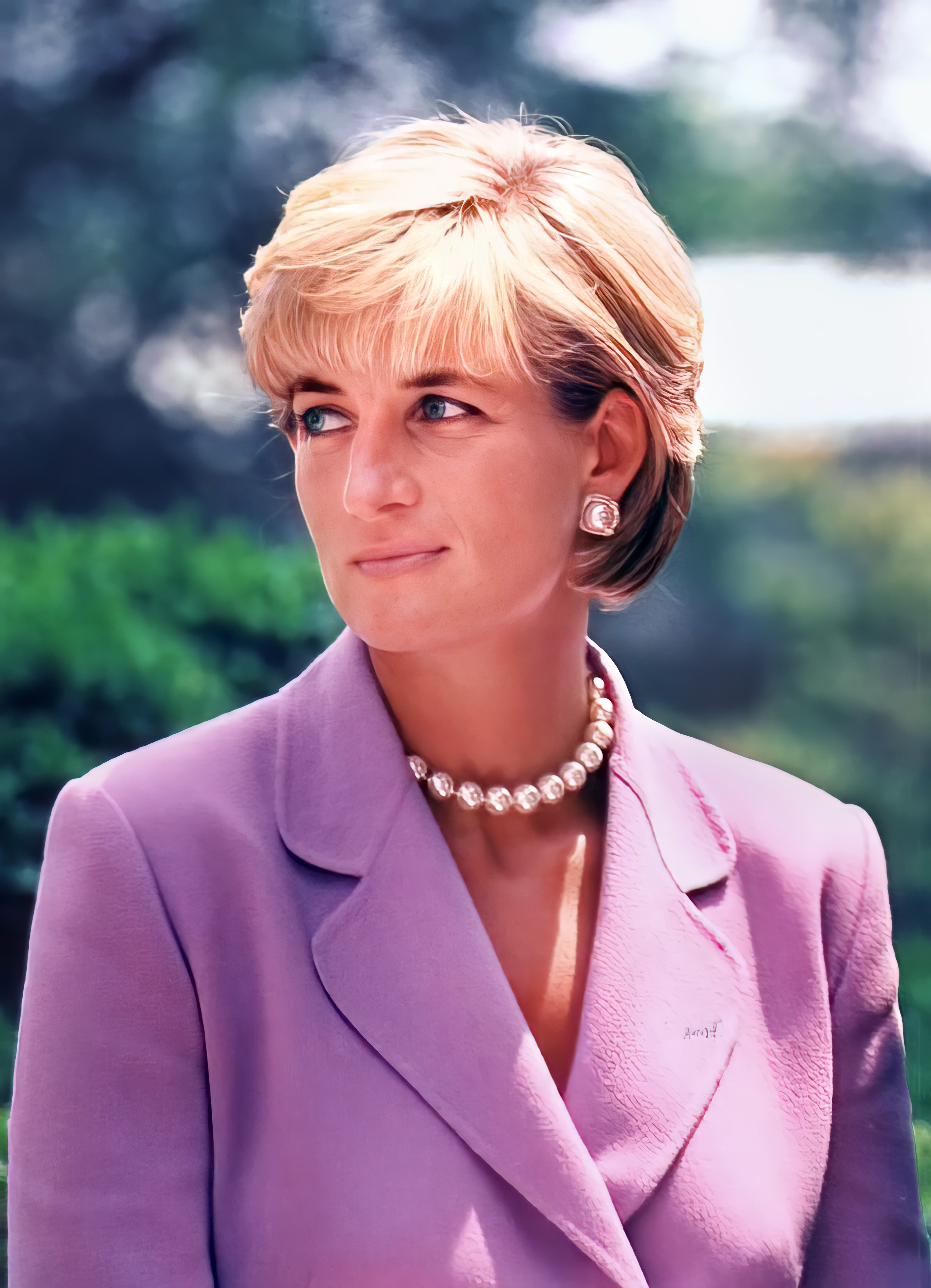
Diana Spencer nel giugno 1997

Sabato 30 agosto 1997, Diana Spencer, 36 anni (che aveva divorziato l'anno precedente dal principe di Galles Carlo, con il quale si era sposata nel 1981 e dal quale aveva avuto due figli, i principi William ed Henry), e Dodi Al-Fayed, 42 anni, lasciarono la Sardegna, dove avevano trascorso nove giorni a bordo dello yacht Jonikal del padre di Dodi Mohamed, costeggiando l'Italia e la Francia, e raggiunsero Parigi con un jet privato. I due decisero di fermarsi una notte all'Hôtel Ritz, struttura anch'essa di proprietà della famiglia Al-Fayed, prima del previsto rientro a Londra.
La coppia, tuttavia, si accorse di essere stata notata dai paparazzi e, prevedendone un grande affollamento presso l'albergo, decise di spostarsi in un appartamento in rue Arsène Houssaye, sempre in possesso del padre di Dodi. Henri Paul, capo della sicurezza dell'albergo, volle accompagnarli di persona. Alle ore 00:20 del 31 agosto, mentre un'auto vuota veniva fatta uscire dall'ingresso principale come esca per i fotografi, Diana e Dodi uscirono a bordo della Mercedes-Benz S280 guidata da Paul, da un ingresso secondario. Con loro c’era anche Trevor Rees-Jones, membro della squadra di sicurezza privata della famiglia Al-Fayed.

### L'impatto
Nonostante le misure prese, alcuni giornalisti si accorsero comunque della fuga dei due amanti e si lanciarono all'inseguimento dell'auto. Per tentare di distanziarli, Henri Paul premette pesantemente l'acceleratore. L’auto lasciò rue Cambon, attraversò place de la Concorde e si diresse lungo cours la Reine e cours Albert, per poi imboccare il tunnel di place de l'Alma. 
Alle 00:23 l’autista perse il controllo della vettura, che sbandò ed impattò contro il tredicesimo pilastro di sostegno del tunnel.

### I soccorsi
Mentre le vittime giacevano tra le lamiere dell'auto incidentata, i fotografi raggiunsero il luogo dello schianto, chiamando i soccorsi e cercando di aiutare le vittime; alcuni scattarono anche delle fotografie. In seguito all'arrivo dei soccorsi e delle forze dell'ordine i giornalisti furono allontanati.
I soccorritori constatarono subito che gli airbag della vettura avevano funzionato correttamente e che i passeggeri non indossavano le cinture di sicurezza. Dodi Al-Fayed, che sedeva nel sedile posteriore sinistro, sembrava morto al momento dell'impatto, così come Henri Paul. La guardia del corpo Rees-Jones era ancora cosciente al momento dell'arrivo dei soccorsi, ma soffriva di gravi lesioni al viso. Secondo le dichiarazioni dei fotografi, si poté constatare che anche Diana era ancora viva, sebbene gravemente ferita, e mormorò diverse volte Oh my God ("Oh mio Dio"); la trovarono distesa sul pavimento del veicolo, con la schiena rivolta verso terra, sanguinante dal naso e dalle orecchie. I presenti le dissero che i soccorsi stavano arrivando e di restare sveglia ma non ottennero risposte, solo battiti di ciglia.
I vigili del fuoco tentarono senza successo di rianimare Dodi, che fu dichiarato morto all'1:32 da un medico arrivato sulla scena. Henri Paul e Dodi Al-Fayed furono portati direttamente all'obitorio Institut Médico-Légal e non in ospedale. La causa del decesso fu individuata tramite autopsia e fu la medesima per entrambi: rottura dell'aorta e frattura della colonna vertebrale, nella zona cervicale per Al-Fayed. Diana fu estricata dall'auto circa all'1:00 e subì un arresto cardiaco, ma in seguito alla rianimazione praticata sul posto il suo cuore riprese a battere; fu caricata all'1:18 su una ambulanza, lasciando il luogo dell'incidente all'1:41 e arrivando al trauma center Pitié-Salpêtrière alle 2:06. L'incidente nel frattempo aveva iniziato ad essere segnalato nel Regno Unito: alle 01:42, il canale BBC One interruppe la sua normale programmazione con un bollettino di Martin Lewis che riferiva dell'incidente. Nonostante i vari tentativi di salvare la principessa, le lesioni interne erano troppo estese: il cuore si era spostato nella parte destra del torace, danneggiando la vena polmonare e il pericardio. Diana fu dichiarata morta alle ore 4:00. Anche Trevor Rees-Jones fu trasferito in ospedale, dove fu sottoposto a un intervento chirurgico della durata di dieci ore e riuscì a sopravvivere, nonostante le gravi lesioni al viso. A causa dell'amnesia che ne conseguì, non ricordò quasi nulla dell'incidente.
Il 30 maggio 2017 venne annunciato che la macchina su cui Diana Spencer stava viaggiando sarebbe stata da rottamare due anni prima dell'incidente, ma nonostante ciò era stata riparata e, apparentemente, resa di nuovo utilizzabile.

## Indagini
L'inchiesta giudiziaria avviata dalla polizia francese ha respinto la volontà di Mohamed Al-Fayed sull'approfondimento di un possibile complotto e secondo alcuni è stata costretta ad un'indagine superficiale, mentre un'indagine parallela della polizia metropolitana inglese, sotto il nome di operazione Paget, ha analizzato proprio l'argomentazione su possibili infiltrazioni nell'incidente. Entrambe le inchieste hanno comunque concluso che l'incidente fu causato dalla cattiva condotta dell'autista Henri Paul, il quale era ubriaco ed aveva fatto uso di psicofarmaci.

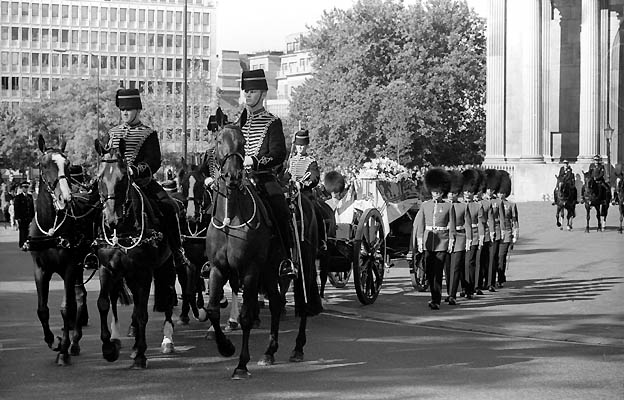
Corteo funebre di Diana Spencer, 6 settembre 1997.

Secondo la versione ufficiale, Henri Paul, cercando di seminare i paparazzi, avrebbe guidato in maniera spregiudicata, causando l'incidente. L'ingegnere Mauro Balestra, esperto tecnico giudiziario svizzero specializzato nella ricostruzione di incidenti stradali, utilizzando recenti e sofisticati programmi di calcolo, ha sgombrato il campo da alcune supposizioni avanzate dopo quella fatidica notte del 31 agosto.
La velocità dell'autovettura (che era un esemplare di serie, non blindato o elaborato in alcun modo) era decisamente inferiore ai 150 km/h all'ingresso della curva, dove la strada cambia pendenza e scende verso la galleria del Pont de l'Alma. Su questo concordano i calcoli computerizzati e l'esperienza diretta. Se l'auto avesse viaggiato ad una velocità del genere, infatti, molto probabilmente avrebbe sbandato ben prima di imboccare la galleria, finendo per schiantarsi contro il muro sulla destra. Secondo la ricostruzione effettuata dall'ingegner Balestra, la vettura potrebbe essere arrivata sulla curva a una velocità prossima ai 110 km/h. Non sono affatto rari gli automobilisti che tutti i giorni affrontano quel tratto di strada ad andature simili, anche se il limite in quel punto è di 70 km/h.
Un altro elemento è stato individuato con precisione: la S280 ha urtato il pilastro ad una velocità certamente non superiore a 85–90 km/h. È a questo punto che si delinea la prima, grave responsabilità di chi ha realizzato le infrastrutture stradali. Nonostante, come già accennato, ogni giorno siano migliaia gli automobilisti che percorrono ad alta velocità la galleria incriminata nei due sensi, i piloni non sono protetti né da guard rail né da barriere di cemento. Non a caso, le tracce dell'incidente del 31 agosto si mescolarono a quelle di tanti altri urti contro le pareti e i piloni da parte di altri automobilisti.
A causare la sbandata non controllata del guidatore, al quale gli esami medici avevano riscontrato nel sangue un elevato tasso alcolico e tracce di psicofarmaci per la depressione, sarebbe stata una Fiat Uno bianca proveniente dal controviale che confluisce nel corso Albert 1er, urtata di striscio dalla Mercedes. In quel tratto di strada la segnaletica è carente e non indica alle vetture che sopraggiungono velocemente sulla strada a due corsie, situazione in cui si trovò l'auto con a bordo Diana, che dalla destra si immette una via con diritto di precedenza. In mancanza di altra indicazione, lo stretto controviale, immettendosi da destra, ha la precedenza.
Il mancato uso delle cinture di sicurezza da parte di Diana e Dodi (la guardia del corpo di Dodi, unico sopravvissuto, era l'unico a indossarle, nel sedile del passeggero anteriore), seduti nei sedili posteriori, ha diminuito in maniera drastica le loro probabilità di salvezza. I due infatti erano seduti in una zona dell'abitacolo rimasta integra e l'impatto contro un ostacolo stretto come il pilastro ha sì causato ingenti deformazioni della vettura (pericolose soprattutto per chi sedeva davanti), ma ha anche limitato di molto le decelerazioni sui passeggeri posteriori.

## Teorie del complotto
Come spesso accade in seguito alla morte improvvisa di un personaggio pubblico molto conosciuto, intorno alla scomparsa di Diana sono nate diverse teorie del complotto.

### Possibile coinvolgimento del MI6
Voci riguardanti un coinvolgimento dei Servizi Segreti Britannici nell'incidente sono incominciate a circolare dal 1998. Le molte morti sospette di persone più o meno collegate alla vicenda di Lady D hanno contribuito ad alimentare questa teoria, di cui il più grande sostenitore è sempre stato Mohamed Al-Fayed, padre di Dodi.
Un elemento notevole a questo riguardo è costituito dalle dichiarazioni dell'agente dismesso Richard Tomlinson, che per l'indagine Paget dichiarò che l'incidente fu provocato proprio da alcuni agenti del MI6, che utilizzarono un raggio laser per accecare l'autista e farlo sbandare; ciò confermerebbe le testimonianze di chi affermava di aver visto un forte bagliore subito prima dello schianto. Durante il processo Tomlinson non ebbe alcuna prova concreta da presentare e ammise di essersi sbagliato sull'inscrizione come agente segreto di Henri Paul.

### Possibile coinvolgimento della famiglia reale
Sull'onda della teoria che vede l'incidente come parte di un progetto omicida orchestrato con la complicità del MI6, è stato sostenuto anche che il mandante sarebbe da ricercare nel principe Filippo di Edimburgo, ex suocero di Diana all'epoca dei fatti, ritenuto il personaggio di spicco in un complotto che lo vedrebbe artefice della tragedia e capo dei servizi segreti deviati. Tale ipotesi è basata sul ritrovamento di una lettera scritta da Diana in persona alcuni mesi prima della morte, in cui la principessa esprimeva timorosamente la paura di essere uccisa tramite un incidente stradale organizzato dall'ex marito Carlo.
I motivi che avrebbero spinto la famiglia reale a uccidere la donna sarebbero da riscontrarsi nella sua relazione con Dodi Al-Fayed, di cui Diana sarebbe rimasta incinta; ci si sarebbe quindi ritrovati nella situazione in cui due membri della linea di successione al trono avrebbero avuto un fratellastro di origini arabo-africane, creando probabilmente un notevole imbarazzo per la corona britannica. Sulla questione però non ci sono mai state prove se non illazioni personali dello stesso Mohamed Al-Fayed.

### Morti sospette
Vi sono state varie morti messe in relazione con la storia della principessa. La prima di esse non è inerente a quelle collegate all'incidente, ma è tuttora irrisolta. Si tratta della guardia del corpo Barry Mannakee, con il quale Diana ebbe una relazione a Kensington Palace. La guardia fu trasferita e rimase successivamente vittima di un incidente in moto a Woodford nel maggio 1987, poco più di dieci anni prima dell'incidente di Diana.
Alla scomparsa di Diana Spencer seguirono inoltre suicidi o incidenti di persone vicine alla defunta o al caso della sua morte: il fotografo James Andanson venne trovato morto nel 2004 in un bosco, a seguito di un presunto suicidio, nelle campagne francesi di Montpellier.
Alla sua morte fece seguito quella di Frederic Dard, lo scrittore al quale Andanson aveva confidato d'esser stato presente con la sua Fiat Uno nel Tunnel de l'Alma.
In una lettera scritta pochi mesi prima del decesso e consegnata all'ex maggiordomo, come già accennato, Diana accusava l'ex marito Carlo di volerla uccidere simulando un incidente d'auto. La missiva, a lungo ignorata, è stata acquisita dall'inchiesta in corso nel Regno Unito sulle cause della sua morte.

### Elementi contrari
Esistono comunque anche diversi elementi che possono portare a ritenere infondate le teorie riguardanti l'esistenza di un piano per uccidere la principessa. Uno di essi è il fatto che gli spostamenti della coppia, sui quali sono state fornite indicazioni dallo stesso albergo Ritz di Parigi, appaiono affrettati ed improvvisati, cosa che avrebbe reso difficile riuscire a pianificare un incidente. Alcune persone molto vicine a Diana, inoltre, hanno affermato che la vacanza con Dodi Al-Fayed sarebbe stata un modo per far ingelosire il cardiochirurgo pakistano Hasnat Khan, con il quale la principessa aveva avuto una relazione lunga poco meno di due anni prima di legarsi ad Al-Fayed e che secondo molti fu l'unico uomo veramente amato da Diana; se così fosse stato, difficilmente il MI6 o la famiglia reale avrebbero avuto motivo di preoccuparsi della frequentazione della donna con Dodi.

## Influenze nella cultura di massa
- Il cantante britannico Elton John, molto amico della principessa, le ha dedicato il brano Candle in the Wind 1997, riadattamento della canzone Candle in the Wind, composta nel 1973 dallo stesso John in onore di Marilyn Monroe.
- Sulla morte di Lady Diana, la band irlandese Cranberries ha composto la canzone Paparazzi on Mopeds, contenuto nel singolo Animal Instinct del 1999 e in alcune edizioni dell'album Bury the Hatchet dello stesso anno. La cantante del gruppo, Dolores O'Riordan, è stata molto colpita dalla morte della principessa che aveva conosciuto tempo prima, la quale si era anche congratulata con lei per il suo talento di musicista.
- L'intera vicenda è stata ripresa più volte in ambito cinematografico. Il primo film sul caso è di Francis Gillery, regista e scrittore, che ha girato Lady Died nel 2002 e curato un documentato libro.
- Il caso è al centro anche del film del 2006 The Queen - La regina, diretto da Stephen Frears.
- Il caso viene raccontato nei dettagli dalla docu-fiction del 2007 Diana - Gli ultimi giorni di una principessa (Diana: Last Days of a Princess), diretta da Richard Dale, basata sul rapporto della polizia britannica, frutto di una lunga indagine di quattro anni.
- La morte di Lady Diana è stata usata come riferimento temporale in alcune opere, espediente grazie al quale lo spettatore può facilmente riconoscere il periodo di ambientazione degli eventi narrati: ne sono esempi i film Il favoloso mondo di Amélie (2001, regia di Jean-Pierre Jeunet) e Jonas (2018, regia di Christophe Carrier).
- Il rapper Caparezza cita l’avvenimento in Io diventerò qualcuno, dall’album Le dimensioni del mio caos, nei versi “La democrazia fa la fine del vip/che ritrova H.P. sull'uscio dell'hotel Ritz.”.[19]